# Sint-Jozefkerk (America)
De Sint-Jozefkerk is de parochiekerk van America (Limburg). Tegenwoordig is het gebouw benoemd tot rijksmonument.

## Geschiedenis
De eerste kerk die van de moederkerk van Horst werd afgescheiden, was die van America. Dit gebeurde op 14 maart 1891.
Als architect voor de kerk werd N.J.H. van Groenendael uit Hilversum aangezocht. Dankzij de financiële steun van de parochianen kon al in Juni 1891 met de bouw worden begonnen. Het werk werd uitgevoerd door aannemer L. Haegens uit Horst.
Een pastorie hoefde niet gebouwd te worden, want de toenmalige bouwpastoor Pastoor Jeucken ging in de leegstaande onderwijzerswoning, langs de te bouwen kerk wonen. 
Op 11 mei 1892 werd de nieuwe kerk door de Deken van Horst ingezegend.
In 1935 wordt de kerk uitgebreid door architect Frans Stoks. De zijbeuken worden verbreed, en een doopkapel wordt toegevoegd.
Tijdens de Tweede Wereldoorlog raakte de kerk zwaar beschadigd. Na de oorlog werd de kerk naar het oude ontwerp hersteld, met uitzondering van het kleine traptorentje aan de rechterzijde.